# Lockheed XH-51
El Lockheed XH-51 (Model 186) fue un helicóptero monomotor experimental estadounidense diseñado por Lockheed Aircraft, que utilizaba un rotor rígido y tren de aterrizaje retráctil de patines. El XH-51 fue seleccionado como vehículo de pruebas de un programa conjunto de investigación llevado a cabo por el Ejército y la Armada estadounidenses, para explorar la tecnología del rotor rígido.

## Diseño y desarrollo
Lockheed comenzó a desarrollar su concepto de rotor rígido con el diseño de helicóptero CL-475 en 1959. La elección de un rotor rígido significaba que el helicóptero sería más ágil que si tuviera un rotor articulado. Las prestaciones del CL-475 animaron a Lockheed a investigar más desarrollos. Lockheed presentó el CL-475 al Ejército como un candidato para reemplazar a los helicópteros de observación Bell OH-13 Sioux y Hiller OH-23 Raven. Lockheed también probó en el mercado comercial sin éxito. Sin embargo, en febrero de 1962, el Model 186 de Lockheed, un nuevo diseño basado en el rotor rígido del CL-475, fue seleccionado como ganador de un programa conjunto del Ejército y Armada creado para evaluar el rotor rígido por su capacidad de vuelo a alta velocidad.

## Historia operacional

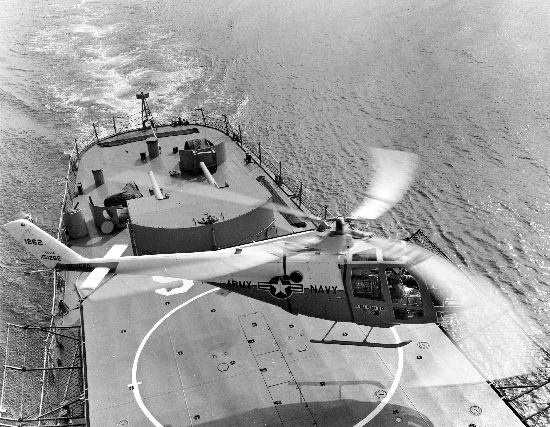
El primer XH-51A aterrizando en el USS Ozbourn.

Se ordenaron y construyeron dos XH-51A tripala de cuatro asientos para el programa. Propulsado por el motor turboeje Pratt & Whitney Canada PT6B-9 de 410 kW (550 shp), el XH-51A (núm. de serie 61-51262) voló por primera vez el 2 de noviembre de 1962. Según progresaron las pruebas de vuelo, el sistema de rotor rígido original mostró inestabilidad a altas velocidades. Los ingenieros de Lockheed solventaron el problema modificando la aeronave con un sistema de rotor de cuatro palas. En 1963, el Mando de Investigación y Evaluación Tecnológica del Ejército (TRECOM) contrató a Lockheed para que modificara uno de los XH-51 como helicóptero compuesto (girodino).
El segundo XH-51A (núm. de serie 61-51263) fue seguidamente convertido con la adición de alas con una envergadura de 4,9 m y un motor turboeje Pratt & Whitney J60-2 de 12,9 kN (2900 lbf) montado en el ala izquierda para aumentar las prestaciones. El XH-51A Compound voló por primera vez, sin encender el turboeje, el 21 de septiembre de 1964, ya que las pruebas realizadas fueron de equilibrio y manejo. El primer vuelo de la aeronave como girodino real tuvo lugar el 10 de abril de 1965, y el 29 de noviembre de 1967 alcanzó una velocidad de 486,9 km/h en un picado suave. La mayor velocidad alcanzada en vuelo nivelado fue de 413 km/h.
En junio de 1964, la NASA ordenó una variante tripala de cinco asientos, el XH-51N (NASA 531) como helicóptero vehículo de pruebas.
Lockheed construyó dos demostradores designados como Lockheed Model 286, para su comercialización pública (matrículas N286L y N265LC). Estas aeronaves tenían la configuración de cinco asientos del XH-51N con el sistema de rotor de cuatro palas del XH-51A. El Model 286 fue certificado para realizar operaciones civiles por la FAA el 30 de junio de 1966, pero Lockheed nunca vendió ninguno. Lockheed usó las aeronaves durante varios años como transportes ejecutivos. Las aeronaves fueron vendidas finalmente a un coleccionista y más tarde acabaron destruidas en un incendio en 1988.
Para concurrir al programa "Sistema Aéreo de Apoyo de Fuegos Avanzado" (AAFSS) del Ejército estadounidense, Lockheed diseñó un girodino de rotor rígido con una hélice propulsora montada en la cola que fue puesto en producción como el helicóptero de ataque Lockheed AH-56 Cheyenne. Sin embargo, problemas técnicos provocaron primero retrasos y luego la suspensión de la producción. Empeorada la situación por la rivalidad entre servicios y problemas políticos, el Cheyenne fue completamente cancelado en 1972, siendo el último helicóptero de Lockheed.

## Variantes

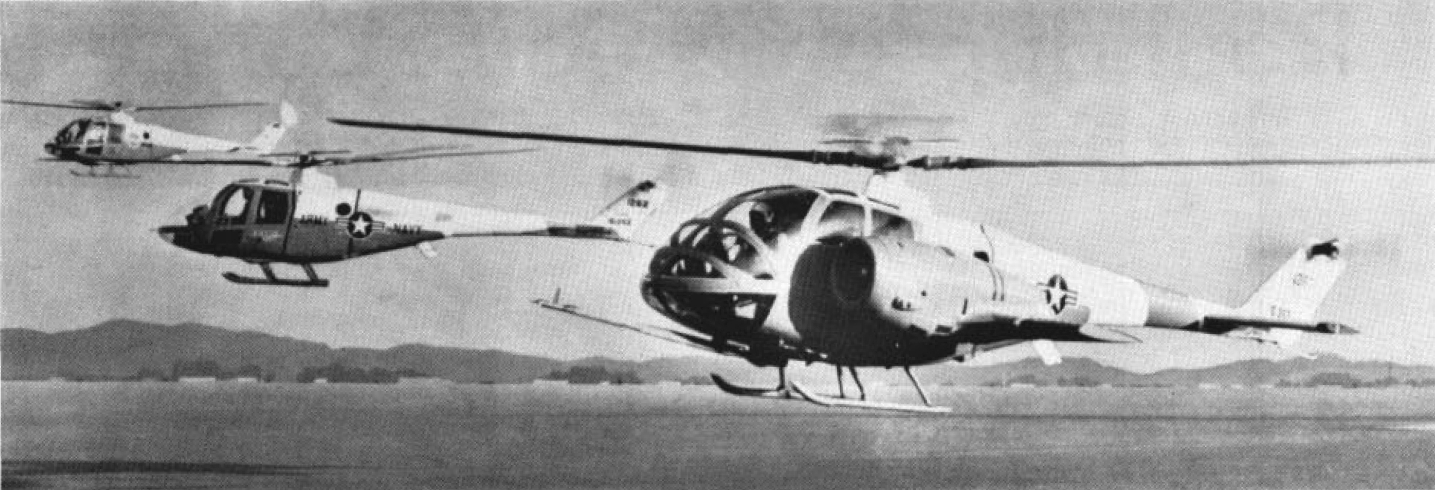
Los tres XH-51 en vuelo.

XH-51A
Cuatro plazas, rotor tripala, dos construidos.
XH-51A Compound
Un XH-51A modificado con un rotor de cuatro palas y alas embrionarias, y un motor Pratt & Whitney J60-2 de 12,9 kN (2900 lbf).
XH-51N
Cinco plazas, rotor tripala para pruebas de la NASA, uno construido.
Model 286
Helicóptero civil o militar de cinco plazas puesto a la venta, dos construidos, ninguno vendido.

## Supervivientes
Los dos ejemplares de XH-51A (núm. de serie 61-51262 y 61-51263) están almacenados en el United States Army Aviation Museum en Fort Rucker.

## Especificaciones (XH-51A)
Referencia datos: Janes's All The World's Aircraft 1969-70

### Características generales
- Tripulación: Uno (piloto)
- Capacidad: Tres pasajeros
- Longitud: 12,4 m (40,7 ft)
- Diámetro rotor principal: 10,7 m (35 ft)
- Altura: 2,5 m (8,2 ft)
- Área circular: 89,4 m² (962,3 ft²)
- Peso vacío: 1265 kg (2788,1 lb)
- Peso máximo al despegue: 1864 kg (4108,3 lb)
- Planta motriz: 1× turboeje Pratt & Whitney Canada PT6B-9.
  - Potencia: 410 kW (565 HP; 558 CV)

### Rendimiento
- Velocidad máxima operativa (Vno): 280 km/h (174 MPH; 151 kt)
- Velocidad crucero (Vc): 257 km/h (160 MPH; 139 kt)
- Alcance: 418 km (226 nmi; 260 mi)
- Techo de vuelo: 4876 m (15 997 ft) (en estacionario, con efecto suelo)
- Régimen de ascenso: 10 m/s (1968 ft/min)
- Carga del rotor: 20,9 kg/m² (4,26 lb/ft2)
- Potencia/peso: 0,44 kW/kg (0,27 hp/lb)

## Aeronaves relacionadas

### Desarrollos relacionados
- Lockheed CL-475
- AH-56 Cheyenne

### Secuencias de designación
- Secuencia _H-_ (Helicópteros estadounidenses, 1962-presente): ← UH-48 - XH-49 - QH-50 - XH-51 - HH-52 - CH-53/HH-53/MH-53/CH-53E/CH-53K - CH-54 →